# (73199) Orlece
(73199) Orlece est un astéroïde de la ceinture principale.

## Description
(73199) Orlece est un astéroïde de la ceinture principale. Il fut découvert le 8 mai 2002 à l'Observatoire Desert Eagle par William Kwong Yu Yeung. Il présente une orbite caractérisée par un demi-grand axe de 2,57 UA, une excentricité de 0,11 et une inclinaison de 8,6° par rapport à l'écliptique.

## Compléments